# Darel Poirier
Darel Alan Poirier (Juvisy-sur-Orge, 27 giugno 1997) è un cestista francese.